# Studénka (Nová Paka)
Studénka je vesnice, část města Nová Paka v okrese Jičín. Nachází se na jihu Nové Paky. Prochází zde silnice I/16. V roce 2014 zde bylo evidováno 34 adres. V roce 2001 zde trvale žilo 139 obyvatel.
Studénka leží v katastrálním území Studénka u Nové Paky o rozloze 1,12 km2.